# Nusa Dua
Nusa Dua is een moderne badplaats in het zuiden van Bali op het schiereiland Bukit Badung. Met de naam wordt ook wel het gehele schiereiland aangeduid. De badplaats ligt in het oosten van het schiereiland.
De bouw van de badplaats begon in 1973 op basis van een plan dat door de Indonesische regering was opgesteld in samenwerking met de Wereldbank. Doel was om op Bali een luxe badplaats te creëren voor met name buitenlandse gasten zonder dat de traditionele toeristische trekpleisters als Kuta en Denpasar nog verder zouden worden belast. Bij de bouw van de moderne hotels is rekening gehouden met de traditionele Balinese visie op architectuur. Er kan worden gegolft, gedoken en gesnorkeld. De hoge prijzen en het geringe nachtleven maken Nusa Dua minder geschikt als verblijfplaats voor rugzaktoeristen.
In december 2007 vond in een congrescentrum in Nusa Dua een VN-conferentie plaats over klimaatverandering.
In de jaren 2009 t/m 2011 vond – steeds in november – in Nusa Dua het Tournament of Champions plaats, het internationale toernooi waarmee de Women's Tennis Association jaarlijks het tennisseizoen afsluit.